# Lauri Hussar
Lauri Hussar, né le 4 septembre 1973 à Võru (Estonie), est un journaliste et homme politique estonien qui occupe le poste de président du Riigikogu depuis 2023. Il est rédacteur en chef de Postimees de 2016 à 2019. 
Depuis le 15 octobre 2022, il est président du parti Estonie 200.

## Biographie
Hussar étudie la théologie à l'université de Tartu de 1992 à 1996. De 1998 à 2006, il travaille comme journaliste de télévision et rédacteur en chef pour TV3, ainsi qu'également comme l'un des animateurs de 2000 Today. 
Il anime ensuite Vikerraadio (en), une émission de radio diffusée à l'échelle nationale par Eesti Rahvusringhääling (ERR, Télévision publique estonienne), jusqu'au printemps 2016. En mars 2016, il devient rédacteur en chef adjoint de Postimees. Trois mois plus tard, il est promu rédacteur en chef.
Le 15 octobre 2022, Hussar est élu chef du parti politique Estonie 200.
À la suite des élections législatives de 2023, il est élu président du Riigikogu le 10 avril.

## Vie privée
Lauri Hussar est marié depuis juillet 2008.
En 1994, il est l'un des refondateurs de la Christian Studentenverbindung (fraternité) « Arminia Dorpatensis » (fondée pour la première fois en 1850), la branche la plus septentrionale et la seule estonienne de Wingolf (en).

## Crédits
- (en) Cet article est partiellement ou en totalité issu de l’article de Wikipédia en anglais intitulé « Lauri Hussar » (voir la liste des auteurs).